# Бобруйский бровар
ЗАО «Бобруйский бровар» —  производитель пива в Бобруйске.

## История
В 1958 году, с введением в эксплуатацию небольшого заводика по улице Нахимова пивоварение в Бобруйске было поднято на государственный уровень. Завод был назван «Дедново» — по названию деревни, что когда–то стояла там, а впоследствии слилась с городом. Мощность предприятия была небольшой: не более 0,8 млн декалитров в год. Разливалось пиво в бутылки и деревянные бочки.
Спустя 15 лет было начато строительство новой современной пивоварни с собственной солодовней. Мощность в 4 млн дал в год возводила её на второе место в табели о рангах пивного производства БССР. Предприятие располагало тремя собственными артезианскими скважинами питьевой воды и двумя скважинами — минеральной. Бобруйский пивзавод укомплектовали по последнему на то время слову отечественной техники, и в 1976 году там было сварено первое пиво.
В 2002 завод акционировали, создав на его базе ОАО “Дедново”. Вскоре последовало решение о привлечении иностранного инвестора — американской группы Detroit Investments Ltd, для реализации пивного проекта совместно с Международной финансовой корпорацией зарегистрировавшей дочернюю структуру Detroit-Belarus Brewing Company (DBBC). Так в 2004 появилось СЗАО «Белорусская пивоваренная компания», в августе 2005 переименованное в СЗАО «Пивоваренная компания «Сябар».
Всего за год пивоваренная компания выросла в одного из лидеров рынка, а выпускаемое ею пиво “Бобров” стала второй по объёму продаж пивной маркой в стране.
В декабре 2007 года ПК “Сябар” вошла в состав Heineken N.V., став ИЗАО «Пивоваренная компания «Сябар».
4 октября 2010 года компания «Сябар» переименована в ИЗАО «Пивоварни Хайнекен».
С 2017 года принадлежит и управляется группой Oasis (до переименования — Detroit Investmеnts), которой концерн Heineken N.V. продал все свои активы в Беларуси. Компании договорились об объединении своих подразделений в Беларуси в одну компанию ЗАО «Бобруйский бровар». Heineken предоставит лицензии на производство и продажу пива под своими брендами, а также продолжит обеспечение контроля качества и маркетинговой поддержки.

## Продукция
В 2006 доля СЗАО «Пивоваренная компания «Сябар» в общем объёме производства пива в Белоруссии составила 9,7 %.
В 2007 доля СЗАО «Пивоваренная компания «Сябар» в общем объёме производства пива в Белоруссии составила 15,7 %.
В 2011 доля ИЗАО «Пивоварни Хайнекен» в общем объёме производства пива в Белоруссии составила 22,5 %, а если учитывать долю её дочерней компании «Речицапиво», то 23 %, тем самым заняв наибольшую долю на внутреннем рынке Беларуси.
Предприятие выпускает 12 сортов пива, в том числе 8 сортов по лицензии:
- Бобров[2]
  - Светлое
  - Классическое (снят с производства)
  - Крепкое
  - Свежий лайм (снят с производства)

лицензионные сорта:
- Heineken
- Доктор Дизель
- Gösser
- Zlatý Bažant
  - Svetle
  - Cerne
  - Nealko

Отдельным направлением является производство кваса натурального брожения. С 2008 года предприятие выпускает квас под брендом "Хатнi". А также производит энергетический напиток «No Limit» трёх разных вкусов.